# Formato 8.3
O formato 8.3 ou nome de arquivo 8.3 (também chamado de nome de arquivo curto, do inglês short filename - SFN) é uma convenção de nome de arquivo usada por versões antigas do DOS e versões do Microsoft Windows anteriores ao Windows 95 e Windows NT 3.5. Ele também é usado nos sistemas operacionais modernos da Microsoft como um nome de arquivo alternativo para o nome de arquivo longo para compatibilidade com programas legados. A convenção de nomes de arquivos é limitada pelo sistema de arquivos FAT. Esquemas de nomenclatura de arquivos 8.3 similares também existiam em sistemas operacionais anteriores de minicomputadores CP/M, TRS-80, Atari e alguns do Data General e Digital Equipment Corporation.

## Visão geral
O nome do arquivo é formado por 8 caracteres seguido por um "." e mais 3 caracteres da extensão. Os 8 primeiros caracteres formam o nome principal do arquivo, o ponto divide e os 3 últimos fazem a extensão.